# Станіслав Рузевич
Станіслав Рузевич (пол. Stanisław Ruziewicz; 29 серпня 1889 — 12 липня 1941) — польський математик, представник Львівської математичної школи.

## Життєпис
Станіслав Рузевич народився 1889 року в Підстаях біля Коломиї. Був сином ремісника Францішка та Терези з Ясінських.
Після початкової школи у 1900—1901 році навчався в першому класі Коломийської гімназії, в ІІ-IV класах в гімназії Франца-Йосифа у Львові, а після передчасної смерті батька в V—VIII класах знову в Коломиї, де 2 червня 1908 року склав з відзнакою іспит на атестат зрілості.
З жовтня 1908 по 1913 рік навчався на філософському факультеті Львівського університету. Тут він слухав лекції з математики у Ю. Пузини та В. Серпінського, з фізики у М. Смолуховського і І. Закшевського, з астрономії М. Ернета, брав участь в семінарах, якими керували Ю. Пузина та В. Серпінський.
Станіслав Рузевич був учнем Вацлава Серпінського, під керівництвом якого в 1913 році захистив у Львівському університеті докторську дисертацію, присвячену недиференційованим безперервним функціям. У 1913—1914 році він отримав стипендію з фонду Кретковського для продовження навчання в Геттінгенському університеті.
У 1915 році буав призваний до лав австрійської армії в ході Першої світової війни. Через стан здоров'я, як звільнений від військової служби, проводив службу у військових канцеляріях. Після звільнення з армії навесні 1918 року він почав викладати в реальній гімназії в Ланцуті та в ХІІІ гімназії у Львові.
У липні 1918 року Рузевич знову повернувся до Львівського університету на підставі надрукованої в 1916 році праці «O funkcjach monotonicznych posiadających pantachiczne przedziały stałości». З 1 січня 1921 року вчений був номінований надзвичайним, а з 1924 року звичайним професором та керівником третьої кафедри математики у Львівському університеті. З 1926 року він також викладав у Львівській політехніці.
У 1932/1933 навчальному році Станіслав Рузевич працював деканом математично-природничого факультету у Львівському університеті. У 1933 році рішенням міністра освіти Польщі його кафедра була ліквідована, а в 1935 році він пішов на пенсію. В університеті продовжував викладати з 1935/1936 навчального року як приват-доцент.
У 1936 році почав працювати на кафедрі прикладної математики Вищої школи Міністерства торгівлі у Львові. Тут він викладав, зокрема, торговельну та політичну арифметику, фінансову математику. У 1939 році був призначений ректором даного вишу. Але після зайняття Львова радянською владою був переведений на посаду проректора Львівського інституту радянської торгівлі.
Німці, увійшовши до Львова, 11 липня 1941 року арештовали Станіслав Рузевич, а наступного дня він був розстріляний, ставши однією з жертв серії страт представників інтелігенції, учиненої гестапівцями в окупованому Львові.

## Наукові погляди
У функціональному аналізі ім'ям Рузевича названа звичайно-адитивна міра на {\displaystyle n}-мірної сфері, інваріантна щодо обертань, а також пов'язана з нею проблема — завжди міра Рузевича пропорційна мірі Лебега. Автор більше 30 праць.

## Родина
Станіслав Рузевич був одружений з Теофілею Зембжуською. Вони виховували сина Здіслава.